# Verges negres (Provença)

Mapa de la Provença-Alps-Costa Blava vers França

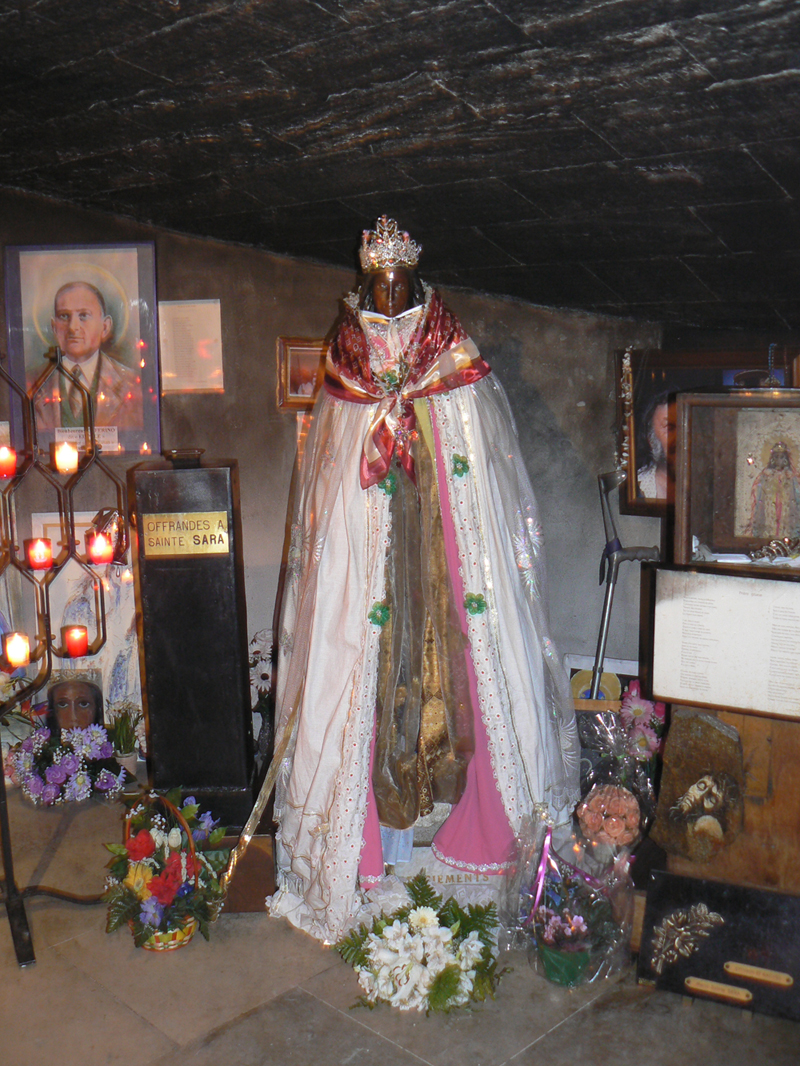
La verge negra de Les Santes Maries de la Mar (Provença-Alps-Costa Blava)

Les verges negres de la Provença francesa
La Provença és, després del Massís Septentrional, la regió de França on s'hi troben més Madonnas Negres. Són estàtues de la Mare de Déu, generalment molt antigues, tallades en fusta fosca o ennegrida, o pintades de negre. Encara avui es desconeix l'origen del fenomen i la raó d'aquest color negre. El que hom veu és que aquestes verges generen una devoció popular molt forta i que tenen, a més del seu color, unes característiques particulars.

## Característiques
El més cridaner és que s'haurien trobat en un solc, o en un arbust, per un animal llaurador o per una persona que treballa la terra. És a dir, han fet una estada prolongada dins la terra. Al camp, s'allotgen en capelles aïllades. A la ciutat, es col·loquen en criptes o capelles laterals de les esglésies. Aquestes Verges s'adornen, en processons, amb vestits rics i fins i tot joies. Se'ls fan ofrenes.
Aquestes processons els condueixen per terres de conreu i, majoritàriament, d'un santuari a un altre on s'allotgen un cert temps abans de ser portats de tornada al seu santuari d'on van sortir. També es treuen amb motiu de sequeres o altres calamitats. Els murs de les seves capelles estan coberts amb ex-vots.
Les seves estàtues són molt antigues. Les més antigues daten dels segles XIII i XIV, i fins i tot quan han estat substituïdes per estàtues més recents, les seves llegendes les relacionen amb l'edat mitjana.
Sembla, doncs, que a través d'aquestes Verges es va assimilar el cristianisme l'antiga religió agrària d'Europa, en relació amb la mort i el renaixement de la natura, la seva fertilitat i per extensió la fertilitat del bestiar i la de la dona.

## Descens
No obstant això, l'Església oficial no sempre ha apreciat les manifestacions de pietat popular massa fervents i de vegades desviades. En molts llocs les Verges negres han estat relegades a criptes o substituïdes per Verges daurades o policromades. El seu culte ha estat disminuït o ha desaparegut. Per exemple, a Gòud, Notre-Dame-de-Lumières, una Mare de Déu daurada del segle XVII, s'alça radiant al centre de l'església inferior, mentre que la Verge Negra, despullada de les seves gales, es col·loca sobre un altar discret en un capella paral·lela. Una altra manera de desfer-se'n era promocionar-les a Verges celestials; és el cas de Pinhan, on N.-D.-de-la-Garde ha passat de la cripta al cim, oblidant fins i tot el record de la seva antiga condició de Verge Negra.

## Verges negres reconegudes
Ais de Provença
Notre-Dame de Gràce, a l'església de la Madeleine i Notre Dame de l'Esperance a la catedral de Sant Salvador.

Malhana
Notre-Dame de Gràce, a l'església de Santa Agata.

Manòsca
Notre Dame de Romigier ou du Roncier (és la verge Negra més antiga de França), església del mateix nom.

Marsella
Notre Dame de Confession, a la cripta de l'Abadia de Sant Víctor.

Masan
Notre Dame la Brune, capella propia.

Nòvas
Notre Dame de la Vacquières capella propia.

Pinhan
Notre Dame des Anges, capella propia.

## Verges negres probables
Bèrra
Notre Dame de Caderot, capella propia.

Carri lo Roet
Notre Dame du Rouet, ermita.

Gòud
Notre Dame de Lumières, església.

Jocas
Notre Dame de Consolation, capella propia.

Marsella
Santuari de Notre-Dame de la Garde.

Sant Estève de Tarascon
Chapelle Notre-Dame du Château, ermita.

Les Santes Maries de la Mar
Sarah a la cripta de l'església.

Celhan
Notre Dame de l'Ormeau, gran ermita.

Visan
Notre Dame des Vignes, gran ermita.

## Altres Verges
Es coneixen altres Verges Negres pels textos, però han desaparegut completament, com, entre d'altres, Notre Dame-des-Champs a Arles, o Notre-Dame de la Brune a la catedral Notre-Dame des Doms d'Avinyó. El que si es ben cert que en general a la Provença si mantén una fe molt forta per a totes les Verges negres, com es pot seguir amb tota classe d'actes; tant romeries com aplecs, etc...